# Neagu Djuvara

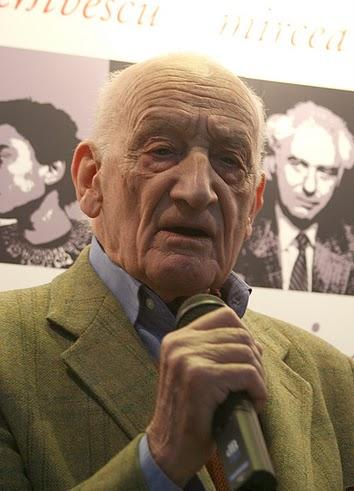
Neagu Djuvara

Neagu Djuvara (ur. 18 sierpnia 1916 w Bukareszcie, zm. 25 stycznia 2018) – rumuński historyk, dyplomata, filozof, dziennikarz i powieściopisarz.

## Życiorys
Neagu Djuvara urodził się w rodzinie arystokratycznej o korzeniach arumuńskich, osiadłej na Wołoszczyźnie w końcu XVIII wieku, która wydała wielu polityków, dyplomatów i akademików. Marcel – jego ojciec – absolwent Politechniki w Berlinie-Charlottenburgu w 1906, umarł jako kapitan korpusu inżynierów rumuńskich sił zbrojnych w czasie wielkiej epidemii grypy hiszpańskiej w 1918. Jego matka – Tinca Grădișteanu, należała do ostatniego pokolenia rodu możnych bojarów munteńskich.
Neagu Djuvara rozpoczął studia w Paryżu, uzyskując licencjat na Sorbonie (historia, 1937) oraz doktorat nauk prawnych (Paryż, 1940). Brał udział w kampanii besarabskiej i transnistryjskiej, jako elew oficer rezerwy (czerwiec – listopad 1941), będąc raniony w okolicach Odessy.
Wygrywając Ministerstwa Spraw Zagranicznych w maju 1943 roku, rankiem 23 sierpnia 1944 wysłany został jako kurier dyplomatyczny do Sztokholmu w związku z negocjacjami pokojowymi ze Związkiem Radzieckim, reprezentowanym przez Aleksandrę Kołłontaj. Mianowany sekretarzem poselstwa do Sztokholmu rządu Sănătescu, i pozostał w Szwecji do września 1947.
Wskazany w procesie politycznym jesienią roku 1947, postanowił pozostać na emigracji, walcząc do 1961 w różnych organizacjach emigracyjnych (sekretarz generalny Komitetu Pomocy Uchodźcom Rumuńskim w Paryżu; publicysta w Radiu Wolna Europa; sekretarz generalny Fundacji Akademickiej imienia Karola I). W 1961 przyjechał do Nigru, gdzie został na dwadzieścia lat, a przez trzy pracował jako doradca dyplomatyczny i prawny nigerskiego ministerstwa spraw zagranicznych i równocześnie profesor prawa międzynarodowego i historii gospodarczej na Uniwersytecie w Niamey.
W międzyczasie, wrócił do studiów filozoficznych na Sorbonie. W maju 1972, uzyskał państwowy doktorat na Sorbonie rozprawą na temat filozofii historii, pod kierunkiem znanego socjologa i filozofa Raymonda Arona; później uzyskał dyplom prestiżowego Narodowego Instytutu Języków i Kultur Orientalnych. Od 1984 roku sekretarz generalny Domu Rumuńskiego w Paryżu, którą to funkcję pełnił do 1989, gdy wrócił do Rumunii. W latach 1991–1998 profesor nadzwyczajny na Uniwersytecie Bukareszteńskim. Członek honorowy Instytutu Historycznego imienia Alexandru D. Xenopola w Jassach oraz Instytutu Historycznego imienia Nicolae Iorgi w Bukareszcie.
Neagu Djuvara publikował głównie o historii Rumunii i narodu rumuńskiego. Znaczna część z jego książek dotyczy filozofii historii, skupiając się wokół problemu obiektywności historii i historiografii.
Djuvara jest zwolennikiem ciągłych badań nad historią Rumunów, podając w wątpliwość jakość badań z okresu międzywojennego i komunistycznego, twierdząc, że pewne fragmenty dziejów były podkreślane, bądź to przemilczane w imię służby celom politycznym. Hipotezy wysunięte przez Djuvarę wywołały wiele kontrowersji i są postrzegane, jako podważanie rumuńskiej tożsamości narodowej, jak na przykład teoria o tym, że szlachta rumuńskich średniowiecznych tworów państwowych była kumańskiego pochodzenia.
Neagu Djuvara analizował w wielu swoich książkach związki Rumunii z Europą, umieszczając ją politycznie i kulturowo między Wschodem a Zachodem oraz charakteryzując jako ostatni [kraj], który wszedł w to, co nazywać można Europejskim Koncertem, odnosząc się nie tyle do wstąpienia Rumunii w struktury Unii Europejskiej w 2007 roku, ile do orientacji kraju w kierunku zachodnich wzorców politycznych i kulturowych. Wyraził również swój sceptycyzm wobec polityki wielokulturowości w Europie, którą uważa za szkodliwą dla stabilności UE. Jest także krytykiem – jego zdaniem – zbytnio pro-zachodnich postaw wśród rumuńskiej klasy politycznej, sugerując, że społeczeństwo i kultura rumuńskie nie mogą być zaklasyfikowane jako zachodnie, podając za powód prawosławne wyznanie wiary, obecność wielu elementów niełacińskich w języku rumuńskim jak i historii poprzednich wieków.
Pisał również o tym, co nazywa hegemonią amerykańską, opierając się na analizie wpływów USA na politykę światową i – mniejszym stopniu – europejską. Djuvara opisuje starania USA ustanowienia czegoś, co przypomina hegemonię w Europie i innych częściach świata jako wojna siedemdziesięciosiedmioletnią, która miała mieć miejsce w przeciągu XX wieku.
Neagu Djuvara postrzegany jest jako popularyzator historii oraz jej demistyfikator, pisząc książki kierowane do młodzieży, jak i takie, które starają się wyjaśnić pochodzenie mitycznych postaci, takich jak Drakula czy Negru Vodă. Opublikował też wspomnienia, opowiadające o życiu na emigracji w Paryżu i Niamey.
Chociaż pewne jego teorie są nieakceptowane przez większość rumuńskich historyków, Neagu Djuvara pozostaje jednym z najważniejszych historyków rumuńskich XX wieku, zachęcając do krytycznej postawy wobec rumuńskiej historii oraz historii w ogóle. Jego poglądy dotyczące idealizacji dziejów narodu spowodowały z kolei krytykę ze strony polityków nacjonalistycznych, którzy określili je mianem antyrumuńskich oraz podkreślali negatywny wpływ na samoocenę Rumunów w kraju jak i za granicą. Historycy współcześni kontestowali jego teorie i kompetencje jako historyka, nazywając go, jak sam stwierdził, amatorem. Jego badania w tej dziedzinie jak i doktorat z filozofii historii, zdobyty na Uniwersytecie w Sorbonie, są jednak niezaprzeczalne, a jego pisma przyciągnęły niedawno zwiększoną uwagę, głównie dzięki jego popularności w Rumunii.

## Nagrody
Odznaczenia
- Rumuński Krzyż Wielki Orderu Wiernej Służby
- Francuski Krzyż Oficerski Order Sztuki i Literatury

Wyróżnienia
- Tytuł doktora honoris causa Uniwersytetu Bukareszteńskiego (30 października 2012)[2].

## Publikacje
- Krótka ilustrowana historia Rumunów. libhumanitas.ro. [zarchiwizowane z tego adresu (2014-03-04)]., Humanitas 2014 (ebook edycja angielska; tytuł oryginału: A Brief Illustrated History of Romanians)
- Kim byli bojarzy Wołoszczyzny? Saga rodziny Grădișteanu, Humanitas 2010 (tytuł oryginału: Ce-au fost boierii mari în Țara Românească? Saga Grădiștenilor)
- Le droit roumain en matière de nationalité, Paris, 1940
- Démétrius Cantemir, philosophe de l’Histoire, în Revue des études roumaines, Paris, 1973
- Civilisations et lois historiques, Essai d'étude comparée des civilisations, Mouton, Paris – Haga, 1975 (carte premiată de Academia Franceză)
- Între Orient și Occident. Țările române la începutul epocii moderne, Humanitas, 1995
- Aromânii: istorie, limbă, destin, ed. Fundației Culturale Române, 1996
- O scurtă istorie a românilor povestită celor tineri, seria Istorie, Humanitas, 1999
- Cum s-a născut poporul român, seria Humanitas Junior, 2001
- Mircea cel Bătrân și luptele cu turcii, seria Humanitas Junior, 2001
- De la Vlad Țepeș la Dracula vampirul, Humanitas, 2003
- Scrisorile spătarului Nicolae Milescu, powieść, Humanitas, 2004
- Există istorie adevărată?, Humanitas, 2004
- Amintiri din pribegie, Humanitas, 2005
- Thocomerius – Negru Vodă. Un voivod cuman la începuturile Țării Românești, Humanitas, 2007
- Războiul de șaptezeci și șapte de ani și premisele hegemoniei americane (1914 – 1991), Humanitas, 2008
- Amintiri și povești mai deocheate, Humanitas, 2009
- A Brief Illustrated History of Romanians, Humanitas 2014